# Strzebielinko
Strzebielinko (kaszb. Strzebielinkò, niem. Strzebielinken, dawniej Strzebielino) – wieś kaszubska w Polsce położona w województwie pomorskim, w powiecie wejherowskim, w gminie Gniewino przy trasie linii kolejowej Wejherowo-Choczewo-Lębork (obecnie zawieszonej). Wieś jest częścią składową sołectwa Gniewino.
W ramach akcji germanizacyjnej w Królestwie Pruskim niemiecką nazwę wsi (Strzebielinken) uznano za zbyt słowiańską i w 1873 r. przemianowano ją na Friedrichsrode. 
W latach 1975–1998 miejscowość administracyjnie należała do województwa gdańskiego.
Inne miejscowości z prefiksem Strzebiel: Strzebielino, Strzebielinek, Trzebielino